# Стрмен
Стрмен (хорв. Strmen) — населений пункт у Хорватії, в Сисацько-Мославинській жупанії у складі громади Суня.

## Населення
Населення за даними перепису 2011 року становило 135 осіб.
Динаміка чисельності населення поселення:

## Клімат
Середня річна температура становить 11,40 °C, середня максимальна – 25,88 °C, а середня мінімальна – -5,33 °C. Середня річна кількість опадів – 930 мм.
| Клімат поселення                              | Клімат поселення | Клімат поселення | Клімат поселення | Клімат поселення | Клімат поселення | Клімат поселення | Клімат поселення | Клімат поселення | Клімат поселення | Клімат поселення | Клімат поселення | Клімат поселення | Клімат поселення |
| Показник                                      | Січ.             | Лют.             | Бер.             | Квіт.            | Трав.            | Черв.            | Лип.             | Серп.            | Вер.             | Жовт.            | Лист.            | Груд.            |                  |
| Середній максимум, °C                         | 7,15             | 9,00             | 13,42            | 17,86            | 22,77            | 25,88            | 24,95            | 24,15            | 20,48            | 15,46            | 10,02            | 5,92             |                  |
| Середня температура, °C                       | 0,90             | 2,76             | 7,18             | 11,60            | 16,52            | 19,62            | 21,16            | 20,36            | 16,70            | 11,68            | 6,24             | 2,12             |                  |
| Середній мінімум, °C                          | −5,33            | −3,48            | 0,93             | 5,38             | 10,30            | 13,39            | 17,36            | 16,56            | 12,88            | 7,88             | 2,44             | −1,68            |                  |
| Норма опадів, мм                              | 58               | 55               | 64               | 78               | 81               | 93               | 84               | 86               | 82               | 86               | 91               | 72               |                  |
| Середньомісячна швидкість вітру, м/с          | 1.70             | 1.90             | 2.30             | 2.20             | 2.00             | 1.84             | 1.80             | 1.64             | 1.60             | 1.70             | 1.70             | 1.70             |                  |
| Середньомісячна сонячна радіація, кДж/м²·день | 4250             | 7068             | 10857            | 15296            | 19679            | 21864            | 22735            | 19899            | 14660            | 9042             | 4821             | 3547             |                  |
| --------------------------------------------- | ---------------- | ---------------- | ---------------- | ---------------- | ---------------- | ---------------- | ---------------- | ---------------- | ---------------- | ---------------- | ---------------- | ---------------- | ---------------- |
| Джерело:                                      |                  |                  |                  |                  |                  |                  |                  |                  |                  |                  |                  |                  |                  |